# Stefano Mancinelli
Stefano Mancinelli (Chieti, 17 marzo 1983) è un ex cestista italiano, di ruolo ala grande.
Alto 2,03 m per 103 kg di peso, può giocare sia nel ruolo di ala piccola che in quello di ala grande. È stato capitano della nazionale italiana e per tanti anni capitano della Fortitudo Bologna, squadra della quale è anche il giocatore con più presenze nella storia del club.
Dal 2024 ricopre il ruolo di consigliere federale FIP e responsabile squadra nazionali 3x3.

## Carriera

### Club

Mancinelli nel 2002-03 alla Fortitudo Bologna

#### Fortitudo Bologna
La formazione sportiva avviene nella società cestistica della sua città, la A.S. Pallacanestro Chieti.
Tesserato dalla Fortitudo Pallacanestro Bologna nel 2000, ha esordito in Serie A il 14 aprile 2001 contro la Viola Reggio Calabria (106-80) nella stagione 2004-05 vince il campionato italiano da protagonista. Nella stagione 2005-06, con la partenza di Gianluca Basile da Bologna, viene nominato capitano della Fortitudo e vince la supercoppa italiana. Successivamente, per onorare tale compito, ha disputato nell'anno 2006-07 una delle sue migliori stagioni, mostrando non solo attaccamento alla maglia, ma anche una costanza di rendimento molto buona e si è evidenziato soprattutto per combattività.
Nelle competizioni europee di club, il suo miglior risultato, finora, è stato il secondo posto nell'Eurolega Uleb della stagione 2003-04 (74-118 contro il Maccabi Tel Aviv).
Dopo la stagione 2006-07, vista anche le sue ottime prestazioni nella Fortitudo è stato chiamato per giocare nella Summer League di Las Vegas nella squadra dei Portland Trail Blazers. Il suo rendimento è stato in crescendo, e nell'ultima partita ha realizzato il suo high di 12 punti con una tripla fondamentale verso la fine della partita. La squadra dei Trail Blazers gli ha offerto un contratto per giocare con loro in NBA, ma Mancinelli lo ha rifiutato, firmando un contratto triennale con la squadra di Bologna, ma con una clausola che gli permetterà una eventuale partenza per l'America.
Ha partecipato a tre all-star game italiani e ha disputato sei finali scudetto.

#### Olimpia Milano e Cantù
Per la stagione 2009-10 firma un biennale con l'Olimpia Milano con opzione per il terzo anno.
Nella sua prima stagione a Milano non incanta anche a causa del dualismo con il pariruolo Mike Hall che finisce per condizionare entrambi i giocatori, autori di una stagione non all'altezza.
Nella stagione 2010–11, con la partenza di Mike Hall, Mancinelli parte in quintetto e comincia a mettere in mostra le sue potenzialità anche nell'Olimpia Milano e già alla prima partita di campionato fa registrare il suo massimo in carriera con la squadra milanese segnando 27 punti nella gara vinta all'overtime contro Teramo. Viene confermato a Milano nella stagione 2011-12. Al termine della stagione la società, per motivi tecnici ed economici, decide di rinunciare al giocatore.
Il 30 gennaio 2013 firma ufficialmente per la Pallacanestro Cantù, ma a fine stagione lascia la squadra.

#### Torino
Il 10 agosto 2013 viene annunciato il suo passaggio alla PMS Torino. Nei tre anni torinesi contribuisce a riportare la squadra in serie A vincendo il campionato nel 2015.

#### Il ritorno alla Fortitudo
Nella stagione 2016/2017 torna a vestire la maglia della Fortitudo Pallacanestro Bologna 103 in Serie A2, ricevendo nuovamente i gradi di capitano. Alla prima uscita ufficiale della squadra contribuisce alla vittoria nella Supercoppa LNP ricevendo il premio di MVP della competizione.

### Nazionale
Tra le manifestazioni nazionali, si segnala il 4º posto agli Europei Juniores nel 2000 e l'11º agli Europei Under20 nel 2002, oltre che un bronzo ai Giochi del Mediterraneo a Tunisi nel 2001. Nel 2005 è stato anche convocato dall'allenatore della nazionale Carlo Recalcati per disputare gli europei di quell'anno. Nel 2006 partecipa ai Mondiali di Giappone e, l'anno successivo, agli Europei 2007 tenutisi in Spagna. Nel 2011 viene convocato per gli Europei in Lituania. Non partecipa agli Europei del 2013 per un problema fisico ma resta con la squadra in Slovenia per tutta la competizione

## Palmarès

### Club
- Campionato italiano: 2

Fortitudo Bologna: 1999-2000, 2004-05
- Supercoppa italiana: 1

Fortitudo Bologna: 2005
- Campionato italiano dilettanti: 2

PMS Torino: 2014-15
Fortitudo Bologna: 2018-19
- Supercoppa LNP: 2

Fortitudo Bologna: 2016, 2018

### Nazionale
- Giochi del Mediterraneo:

 Tunisi 2001

### Individuale
- Premio Reverberi: 1

Miglior giocatore 2009-2010
- MVP All Star Game 2011
- MVP Supercoppa LNP 2016

## Statistiche
Campionato stagione regolare
| Stagione        | Squadra             | Competizione | Partite | Partite | Partite | Statistiche tiro | Statistiche tiro | Statistiche tiro | Altre statistiche | Altre statistiche | Altre statistiche | Altre statistiche | Altre statistiche |
| Stagione        | Squadra             | Competizione | Pres.   | Titol.  | Minuti  | Tiri da 2        | Tiri da 3        | Liberi           | Rimb.             | Assist            | Rubate            | Stopp.            | Punti             |
| --------------- | ------------------- | ------------ | ------- | ------- | ------- | ---------------- | ---------------- | ---------------- | ----------------- | ----------------- | ----------------- | ----------------- | ----------------- |
| 2000-2001       | Fortitudo Bologna   | Serie A      | 1       | 0       | 2       | 1/2              | 0/0              | 0/0              | 0                 | 0                 | 0                 | 2                 | 2                 |
| 2001-2002       | Fortitudo Bologna   | Serie A      | 9       | 0       | 50      | 2/12             | 1/9              | 2/8              | 10                | 0                 | 6                 | 0                 | 9                 |
| 2002-2003       | Fortitudo Bologna   | Serie A      | 25      | 7       | 281     | 29/51            | 3/15             | 11/18            | 42                | 8                 | 15                | 3                 | 78                |
| 2003-2004       | Fortitudo Bologna   | Serie A      | 28      | 4       | 376     | 64/91            | 7/25             | 17/34            | 80                | 13                | 19                | 9                 | 166               |
| 2004-2005       | Fortitudo Bologna   | Serie A      | 32      | 15      | 633     | 80/129           | 15/44            | 41/67            | 130               | 51                | 53                | 18                | 246               |
| 2005-2006       | Fortitudo Bologna   | Serie A      | 30      | 22      | 593     | 69/126           | 21/76            | 16/28            | 96                | 43                | 37                | 3                 | 217               |
| 2006-2007       | Fortitudo Bologna   | Serie A      | 31      | 15      | 830     | 106/177          | 26/95            | 36/56            | 100               | 45                | 38                | 13                | 326               |
| 2007-2008       | Fortitudo Bologna   | Serie A      | 33      | 26      | 986     | 143/287          | 30/101           | 74/109           | 176               | 65                | 81                | 8                 | 450               |
| 2008-2009       | Fortitudo Bologna   | Serie A      | 30      | 29      | 1004    | 117/210          | 46/134           | 42/60            | 129               | 57                | 47                | 15                | 414               |
| 2009-2010       | Olimpia Milano      | Serie A      | 27      | 15      | 619     | 77/148           | 10/48            | 13/28            | 96                | 44                | 40                | 14                | 197               |
| 2010-2011       | Olimpia Milano      | Serie A      | 27      | 27      | 788     | 85/167           | 32/101           | 38/54            | 112               | 62                | 47                | 10                | 304               |
| 2011-2012       | Olimpia Milano      | Serie A      | 32      | 27      | 761     | 96/180           | 24/69            | 36/65            | 104               | 58                | 32                | 11                | 300               |
| 2012-2013       | Pallacanestro Cantù | Serie A      | 12      | 3       | 200     | 23/41            | 4/18             | 12/18            | 19                | 11                | 8                 | 0                 | 70                |
| 2013-2014       | PMS Torino          | DNA Gold     | 23      |         | 626     | 105/171          | 15/53            | 47/62            | 136               | 63                | 30                | 14                | 302               |
| 2014-2015       | PMS Torino          | Serie A2     | 15      |         | 454     | 63/126           | 8/32             | 23/40            | 106               | 36                | 21                | 12                | 173               |
| 2015-2016       | Auxilium Torino     | Serie A      | 27      | 22      | 684     | 82/162           | 23/62            | 36/51            | 107               | 38                | 36                | 8                 | 269               |
| 2016-2017       | Fortitudo Bologna   | Serie A2     | 28      |         | 748     | 92/193           | 21/73            | 49/68            | 146               | 69                | 31                | 15                | 296               |
| 2017-2018       | Fortitudo Bologna   | Serie A2     | 28      |         | 762     | 108/220          | 26/81            | 64/104           | 162               | 64                | 45                | 19                | 358               |
| 2018-2019       | Fortitudo Bologna   | Serie A2     | 18      |         | 370     | 54/105           | 8/29             | 22/41            | 64                | 34                | 12                | 10                | 154               |
| 2019-2020       | Fortitudo Bologna   | Serie A      | 21      | 2       | 357     | 35/84            | 6/29             | 17/34            | 63                | 24                | 9                 | 3                 | 105               |
| Totale carriera |                     |              |         |         |         |                  |                  |                  |                   |                   |                   |                   |                   |

Campionato Play-off
| Stagione        | Squadra             | Competizione     | Partite | Partite | Partite | Statistiche tiro | Statistiche tiro | Statistiche tiro | Altre statistiche | Altre statistiche | Altre statistiche | Altre statistiche | Altre statistiche |
| Stagione        | Squadra             | Competizione     | Pres.   | Titol.  | Minuti  | Tiri da 2        | Tiri da 3        | Liberi           | Rimb.             | Assist            | Rubate            | Stopp.            | Punti             |
| --------------- | ------------------- | ---------------- | ------- | ------- | ------- | ---------------- | ---------------- | ---------------- | ----------------- | ----------------- | ----------------- | ----------------- | ----------------- |
| 2002-2003       | Fortitudo Bologna   | Playoff Serie A  | 5       | 1       | 47      | 4/6              | 1/3              | 1/3              | 13                | 5                 | 2                 | 0                 | 12                |
| 2003-2004       | Fortitudo Bologna   | Playoff Serie A  | 9       | 0       | 92      | 14/19            | 1/2              | 5/13             | 24                | 2                 | 7                 | 1                 | 36                |
| 2004-2005       | Fortitudo Bologna   | Playoff Serie A  | 11      | 10      | 230     | 25/38            | 4/10             | 13/20            | 40                | 13                | 21                | 7                 | 75                |
| 2005-2006       | Fortitudo Bologna   | Playoff Serie A  | 13      | 12      | 240     | 25/45            | 9/40             | 12/19            | 32                | 10                | 13                | 2                 | 89                |
| 2007-2008       | Fortitudo Bologna   | Playoff Serie A  | 3       | 3       | 92      | 8/18             | 3/9              | 7/11             | 6                 | 5                 | 6                 | 0                 | 32                |
| 2009-2010       | Olimpia Milano      | Playoff Serie A  | 12      | 1       | 226     | 28/43            | 10/21            | 9/16             | 28                | 16                | 12                | 5                 | 95                |
| 2010-2011       | Olimpia Milano      | Playoff Serie A  | 8       | 8       | 257     | 20/45            | 10/34            | 12/17            | 34                | 18                | 11                | 4                 | 82                |
| 2011-2012       | Olimpia Milano      | Playoff Serie A  | 12      | 10      | 272     | 39/56            | 8/27             | 10/18            | 41                | 19                | 9                 | 3                 | 112               |
| 2012-2013       | Pallacanestro Cantù | Playoff Serie A  | 13      | 0       | 150     | 18/38            | 1/13             | 4/8              | 22                | 16                | 7                 | 3                 | 43                |
| 2013-2014       | PMS Torino          | Playoff DNA Gold | 9       |         | 318     | 51/90            | 9/35             | 13/22            | 71                | 30                | 8                 | 3                 | 142               |
| 2014-2015       | PMS Torino          | Playoff Serie A2 | 12      |         | 407     | 68/129           | 15/40            | 33/39            | 83                | 30                | 14                | 9                 | 214               |
| 2016-2017       | Fortitudo Bologna   | Playoff Serie A2 | 13      |         | 330     | 42/83            | 16/36            | 26/37            | 67                | 22                | 11                | 3                 | 158               |
| 2017-2018       | Fortitudo Bologna   | Playoff Serie A2 | 11      |         | 347     | 57/106           | 11/38            | 20/35            | 71                | 27                | 11                | 6                 | 167               |
| Totale carriera |                     |                  |         |         |         |                  |                  |                  |                   |                   |                   |                   |                   |

Eurolega
| Stagione        | Squadra           | Competizione    | Partite | Partite | Partite | Statistiche tiro | Statistiche tiro | Statistiche tiro | Altre statistiche | Altre statistiche | Altre statistiche | Altre statistiche | Altre statistiche |
| Stagione        | Squadra           | Competizione    | Pres.   | Titol.  | Minuti  | Tiri da 2        | Tiri da 3        | Liberi           | Rimb.             | Assist            | Rubate            | Stopp.            | Punti             |
| --------------- | ----------------- | --------------- | ------- | ------- | ------- | ---------------- | ---------------- | ---------------- | ----------------- | ----------------- | ----------------- | ----------------- | ----------------- |
| 2001-2002       | Fortitudo Bologna | Eurolega        | 3       | 0       | 21      | 1/2              | 1/3              | 0/0              | 1                 | 0                 | 0                 | 0                 | 5                 |
| 2002-2003       | Fortitudo Bologna | Eurolega        | 14      | 1       | 145     | 15/23            | 0/8              | 11/12            | 19                | 4                 | 7                 | 2                 | 41                |
| 2003-2004       | Fortitudo Bologna | Eurolega        | 16      | 3       | 160     | 21/35            | 1/12             | 11/18            | 29                | 4                 | 11                | 6                 | 56                |
| 2004-2005       | Fortitudo Bologna | Eurolega        | 19      | 2       | 340     | 32/50            | 13/28            | 17/24            | 59                | 26                | 12                | 4                 | 120               |
| 2005-2006       | Fortitudo Bologna | Eurolega        | 19      | 14      | 367     | 30/61            | 16/46            | 12/17            | 67                | 29                | 23                | 5                 | 120               |
| 2006-2007       | Fortitudo Bologna | Eurolega        | 13      | 8       | 368     | 39/67            | 14/35            | 12/23            | 44                | 18                | 34                | 2                 | 132               |
| 2009-2010       | Olimpia Milano    | Eurolega        | 10      | 9       | 228     | 32/48            | 5/19             | 17/24            | 31                | 11                | 10                | 1                 | 96                |
| 2010-2011       | Olimpia Milano    | Eurolega        | 10      | 10      | 310     | 31/56            | 7/33             | 8/11             | 45                | 26                | 12                | 2                 | 91                |
| 2011-2012       | Olimpia Milano    | Eurolega        | 15      | 12      | 330     | 35/62            | 4/23             | 9/17             | 35                | 18                | 7                 | 2                 | 91                |
| Totale carriera | Totale carriera   | Totale carriera | 119     | 59      | 2269    | 236/404          | 61/207           | 97/146           | 330               | 136               | 116               | 24                | 752               |

Eurocup
| Stagione        | Squadra           | Competizione    | Partite | Partite | Partite | Statistiche tiro | Statistiche tiro | Statistiche tiro | Altre statistiche | Altre statistiche | Altre statistiche | Altre statistiche | Altre statistiche |
| Stagione        | Squadra           | Competizione    | Pres.   | Titol.  | Minuti  | Tiri da 2        | Tiri da 3        | Liberi           | Rimb.             | Assist            | Rubate            | Stopp.            | Punti             |
| --------------- | ----------------- | --------------- | ------- | ------- | ------- | ---------------- | ---------------- | ---------------- | ----------------- | ----------------- | ----------------- | ----------------- | ----------------- |
| 2007-2008       | Fortitudo Bologna | Eurocup         | 10      | 7       | 263     | 26/56            | 9/22             | 17/22            | 31                | 18                | 15                | 4                 | 96                |
| 2008-2009       | Fortitudo Bologna | Eurocup         | 6       | 5       | 172     | 7/21             | 6/13             | 5/10             | 28                | 9                 | 15                | 4                 | 37                |
| Totale carriera | Totale carriera   | Totale carriera | 16      | 12      | 435     | 33/77            | 15/35            | 22/32            | 59                | 27                | 30                | 8                 | 133               |